# (274810) Fedáksári
(274810) Fedáksári est un astéroïde de la ceinture principale et plus spécifiquement du groupe de Hilda.

## Description
(274810) Fedáksári est un astéroïde du groupe de Hilda. Il présente une orbite caractérisée par un demi-grand axe de 3,97 UA, une excentricité de 0,25 et une inclinaison de 4,1° par rapport à l'écliptique.

## Compléments